# Brother Louie
Brother Louie ist ein Synthiepop/Euro-Disco-Song von Modern Talking aus dem Jahr 1986. Er erschien im Januar 1986 als Single wie auch im Mai des Jahres auf dem Album Ready for Romance.

## Entstehung und Veröffentlichung
Laut Dieter Bohlen, der den Song selbst schrieb und produzierte, ist das Lied dem mit ihm befreundeten Co-Produzenten Luis Rodriguez gewidmet. Die Veröffentlichung der Single fand am 27. Januar 1986 statt.
Im Musikvideo sind surreale Effekte und Szenen aus dem Film Es war einmal in Amerika enthalten.

## Kommerzieller Erfolg

### Chartplatzierungen
In Deutschland und Schweden wurde der Song ein Nummer-eins-Hit. In der Schweiz und in Österreich erreichte die Single Platz zwei. Im Vereinigten Königreich erreichte der Titel Platz vier, mit Abstand der größte Charterfolg des Duos in den britischen Charts.
| ChartsChartplatzierungen     | Höchstplatzierung | Wochen/ Monate |
| ---------------------------- | ----------------- | -------------- |
| Deutschland (GfK)            | 1 (17 Wo.)        | 17 Wo.         |
| Österreich (Ö3)              | 2 (3 Mt.)         | 3 Mt.          |
| Schweiz (IFPI)               | 2 (12 Wo.)        | 12 Wo.         |
| Vereinigtes Königreich (OCC) | 4 (10 Wo.)        | 10 Wo.         |

| ChartsJahrescharts (1986) | Platzierung |
| ------------------------- | ----------- |
| Deutschland (GfK)         | 14          |
| Österreich (Ö3)           | 23          |
| Schweiz (IFPI)            | 25          |

1998 und 1999 erschienen weitere Neuaufnahmen des Liedes unter dem Titel Brother Louie ’98 bzw. ’99, wobei sich erstere in den Top 20 der deutschen Hitparade platzieren konnte, in der sie Platz 16 erreichte. In Österreich erreichte sie Platz 17 und in der Schweiz Platz 21.
| ChartsChartplatzierungen | Höchstplatzierung | Wochen |
| ------------------------ | ----------------- | ------ |
| Deutschland (GfK)        | 16 (11 Wo.)       | 11     |
| Österreich (Ö3)          | 17 (10 Wo.)       | 10     |
| Schweiz (IFPI)           | 21 (9 Wo.)        | 9      |

### Auszeichnungen für Musikverkäufe
Die Single erreichte in Frankreich und Großbritannien Silberstatus, in Belgien Gold.
| Land/Region                  | Auszeichnungen für Musikverkäufe (Land/Region, Auszeichnung, Verkäufe) | Verkäufe |
| ---------------------------- | ---------------------------------------------------------------------- | -------- |
| Belgien (BRMA)               | Gold                                                                   | 100.000  |
| Frankreich (SNEP)            | Silber                                                                 | 250.000  |
| Italien (FIMI)               | Gold                                                                   | 50.000   |
| Vereinigtes Königreich (BPI) | Silber                                                                 | 250.000  |
| Insgesamt                    | 2× Silber · 2× Gold ·                                                  | 650.000  |

## Coverversionen
- 1987: Saragossa Band
- 1995: Volker Rosin (Käpt’n Louie)
- 2013: Mark Ashley
- 2017: Kay One (Louis Louis)
- 2020: Vize x Imanbek x Dieter Bohlen feat. Leony